# Liste des stations du métro de Saint-Domingue

Plan du métro de Saint-Domingue

la liste des stations du métro de Saint-Domingue est établie pour les lignes en service du métro de Saint-Domingue en République dominicaine.

## Ligne 1
Liste des stations de la ligne 1 du métro de Saint-Domingue :
- Mamá Tingó, nommée d'après l'activiste Mamá Tingó
- Gregorio A. Gilbert
- Gregorio Luperón
- José Francisco Peña Gómez
- Hermanas Mirabal
- Máximo Gómez
- Los Taínos
- Pedro Livio Cedeño
- Peña Battle
- Centro Olímpico Juan Pablo Duarte
- Juan Bosch
- Casandra Damirón
- Joaquín Balaguer
- Amín Abel
- Francisco Caamaño Deñó
- Centro de los Héroes

## Ligne 2
Liste des stations de la ligne 2 du métro de Saint-Domingue :
- María Montez
- Pedro F. Bono
- Ulises F. Espaillat
- Pedro Mir
- Freddy Beras Goico
- Juan Ulises García
- Juan Pablo Duarte
- Coronel Rafael Tomas Fernández
- Mauricio Baez
- Ramón (Mon) Cáceres
- Horacio Vásquez
- Manuel de Jesús Abreu Galván
- Eduardo Brito
- Ercilia Pepín
- Rosa Duarte
- Trina de Moya Vásquez
- Concepción Bona